# La notte di Pasquino
La notte di Pasquino è un film per la televisione del 2003 diretto da Luigi Magni.

## Trama
Roma, 1870. Alla vigilia della breccia di Porta Pia un rapimento scuote il ghetto ebraico: un bambino sparisce. Responsabile è il malvagio nobiluomo Galeazzo della Gensola che ha bisogno di un figlio per poter entrare in possesso di una ricca eredità. Figlio di cui poi intende liberarsi.
Il rabbino si attiva per ritrovarlo e chiede aiuto ad un bizzarro e attempato signore che in realtà è l'epigrammista Pasquino, che di notte vaga per le strade romane per attaccare le sue poesie su statue e muri. Altri lo aiuteranno nella ricerca, in particolare Jenny, una giovane americana, e Andrea, un rivoluzionario.
Alla fine, salvato il bambino, Pasquino si rivela essere un cardinale, che affida il proseguimento della sua opera ad Andrea, perché deve andare a raggiungere il Papa per essere al suo fianco in quella che per il Santo Padre sarà una "giornata molto dura", riferendosi all'avvenuta Breccia di Porta Pia.

## Curiosità
- È stata l'ultima opera diretta da Luigi Magni[1].
- Nino Manfredi aveva già interpretato il ruolo di Pasquino nel film del 1969 Nell'anno del Signore, sempre per la regia di Luigi Magni e ambientato nel 1825.

## Ascolti
| Prima TV Italia | Telespettatori | Share  |
| --------------- | -------------- | ------ |
| 7 gennaio 2003  | 4.897.000      | 17,66% |